# エリック・シュピーカーマン

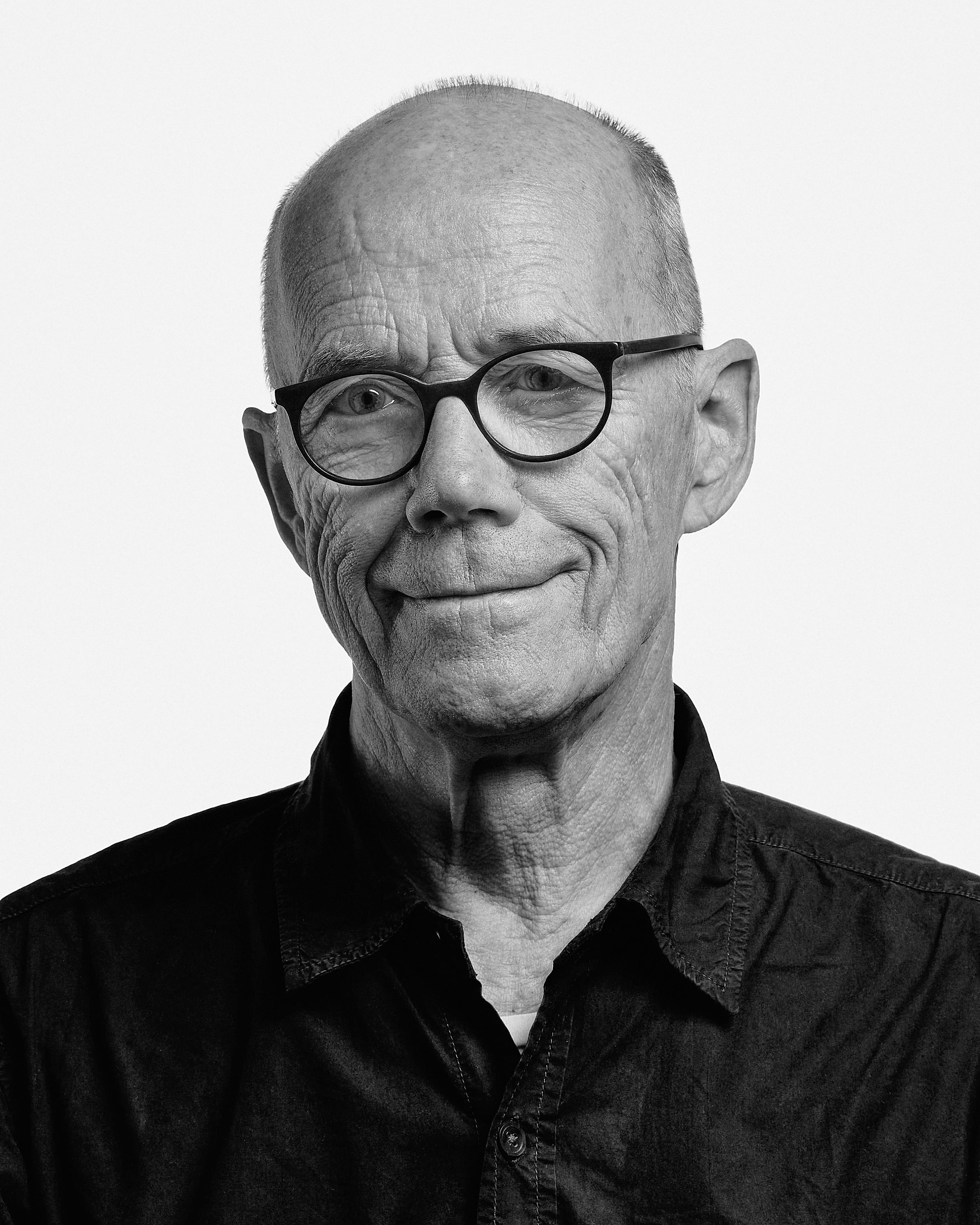
Erik Spiekermann, 2020

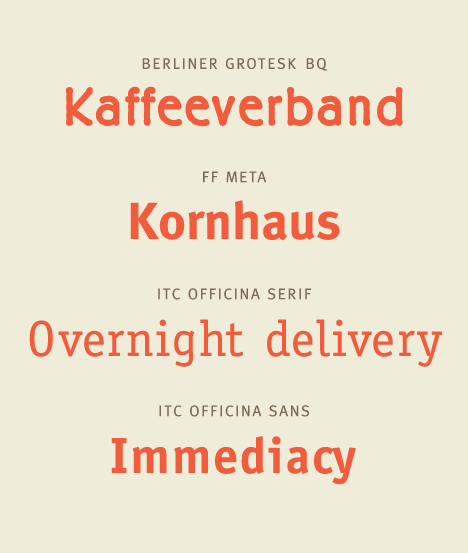
エリック・シュピーカーマンのデザインによるタイプフェイスのサンプル

エリック・シュピーカーマン （Erik Spiekermann，1947年5月30日 −）はドイツのタイポグラファー、デザイナーである。ブレーメン美術大学教授。

## 経歴
自宅の地下室で金属活字による印刷所を経営しながらベルリン自由大学で美術史を学んだ。1972年から1979年の間はフリーランスのグラフィックデザイナーとしてロンドンで活動し、ベルリンに戻った後、2人の恊働者とともに事務所MetaDesignを開設。
1989年、妻ジョアン（Joan Spiekermann）とともに、メール・オーダーでデジタル・フォントの配給に対応する業界初のフォントショップ、FontShopを開く。同ショップは現在FontShop Internationalに名を改め、FontFontを通じて多様なフォントを販売している。
MetaDesignではいわゆるドイツ的清潔さを押し出したインフォメーション・デザインを複雑なコーポーレート・デザインに応用するアプローチで、BVG（ベルリン交通）やデュッセルドルフ空港、アウディ、フォルクスワーゲン、ハイデルベルク・プリンティングなどをクライアントに仕事を行った。
2001年、ポリシーの不一致からMetaDesignを離れ、ベルリン・ロンドン・サンフランシスコを拠点にUDN（United Designers Networks）を創設。
2006年4月、デザインへの貢献に対しパサデナのアート・センター・カレッジ・オブ・デザイン（Art Center College of Design）により名誉博士号を授与されている。
クリスチアン・シュヴァルツ（Christian Schwartz）とともにデザインしたドイチェ・バーン（ドイツ鉄道）のための書体は2006年のドイツ連邦デザイン賞ゴールド・メダルを受賞している。この賞はこの分野でドイツ最高の賞である。
2007年、UDNはSpiekermanPartnersに名を改めた。

## 代表的な仕事
シュピーカーマンによるタイプフェイスには、FF Meta、Berliner Grotesk BQ、FF Info Display、FF Info Office、FF Info Text、FF Meta Boiled、FF Meta Condensed、FF Meta Correspondence、FF Meta Subnormal、ITC Officina Display、ITC Officina Sans、ITC Officina Serif、FF Unitなどがある。また、このほかにもコーポーレート・デザインの一部としてデザインされた書体が複数ある。
共著に『羊泥棒をやめて文字の仕組みを知ろう』（Stop Stealing Sheep & Find Out How Type Works）がある。
数多くのコーポレート・アイデンティティの制作やその他の仕事があり、よく知られているものでは雑誌版『エコノミスト』および同じく雑誌『Reason』の再デザインがある。

## 受賞
- 2003 - ゲリット・ノルツィ賞（Gerrit Noordzij Prize）
- 2006 - ドイツ連邦デザイン賞
- 2007 - 欧州デザイナー殿堂入り（European Designers Hall of Fame）
- 2007 - Honorary Royal Designer for Industry, Royal Society for the encouragement of Arts, Manufactures & Commerce, London